# Seak Poh Leong
Seak Poh Leong (ur. 1952 w Singapurze) – singapurski piłkarz, grający na pozycji pomocnika, trener piłkarski.

## Kariera piłkarska

### Kariera klubowa
Występował w klubach SAFSA i Singapore FA.

### Kariera reprezentacyjna
W latach 1971–1976 bronił barw narodowej reprezentacji Singapuru, pełnił funkcje kapitana drużyny.

## Kariera trenerska
W 1979 pomagał trenować, a od 1987 do 1988 prowadził narodową reprezentację Singapuru.
Od 1997 pracował na różnych stanowiskach w klubie Geylang United.